# Přáslavice (Samšín)
Přáslavice (německy Praslawitz) jsou malá vesnice, část obce Samšín v okrese Pelhřimov v Kraji Vysočina. Nachází se asi 1,5 kilometru východně od Samšína. V roce 2009 zde bylo evidováno 28 adres. V údolí západně od Přáslavic protéká Kejtovský potok, který je pravostranným přítokem řeky Trnavy.
Přáslavice jsou také název katastrálního území o rozloze 2,95 km².

## Historie
První písemná zmínka o Přáslavicích pochází z roku 1299.

## Obyvatelstvo
| Rok            | 1869 | 1880 | 1890 | 1900 | 1910 | 1921 | 1930 | 1950 | 1961 | 1970 | 1980 | 1991 | 2001 | 2011 | 2021 |
| -------------- | ---- | ---- | ---- | ---- | ---- | ---- | ---- | ---- | ---- | ---- | ---- | ---- | ---- | ---- | ---- |
| Počet obyvatel | 176  | 161  | 212  | 186  | 178  | 183  | 150  | 125  | 105  | 100  | 83   | 74   | 68   | 65   | 59   |
| Počet domů     | 22   | 22   | 24   | 24   | 24   | 27   | 26   | 26   | 22   | 21   | 18   | 24   | 24   | 24   | 24   |

## Obecní správa
Při sčítání lidu v letech 1850–1920 byly Přáslavice osadou obce Březina v okrese Pelhřimov. V letech 1921–1976 byly samostatnou obcí, se kterým patřily nejprve do okresu Pelhřimov, ale v roce 1950 v okrese Pacov a od roku 1960 opět v okrese Pelhřimov. Od 1. dubna 1976 jsou částí obce Samšín v okrese Pelhřimov.

## Pamětihodnosti
- Kaplička na návsi
- Kříž při cestě do Samšína

## Galerie

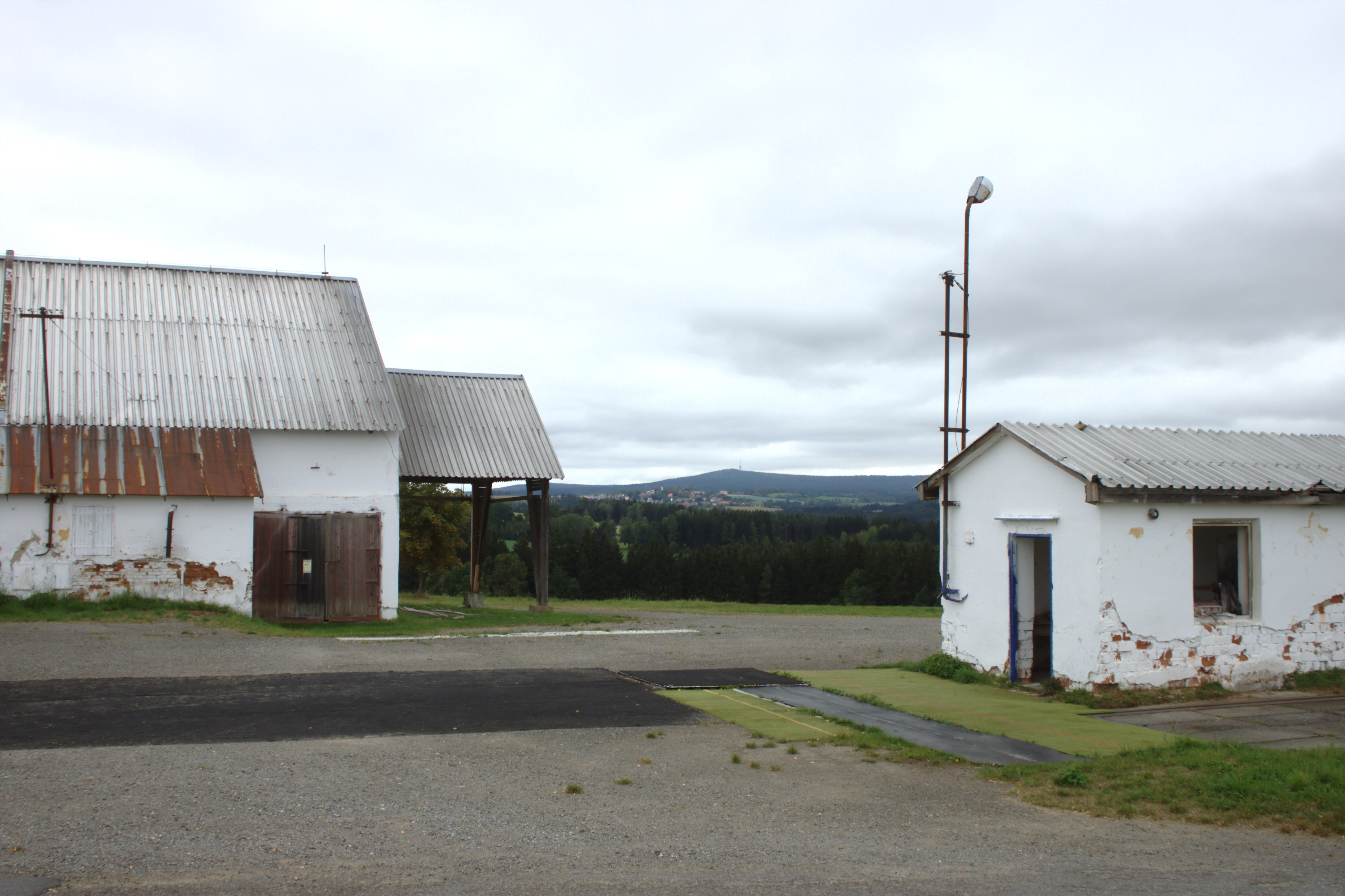
Zemědělský objekt
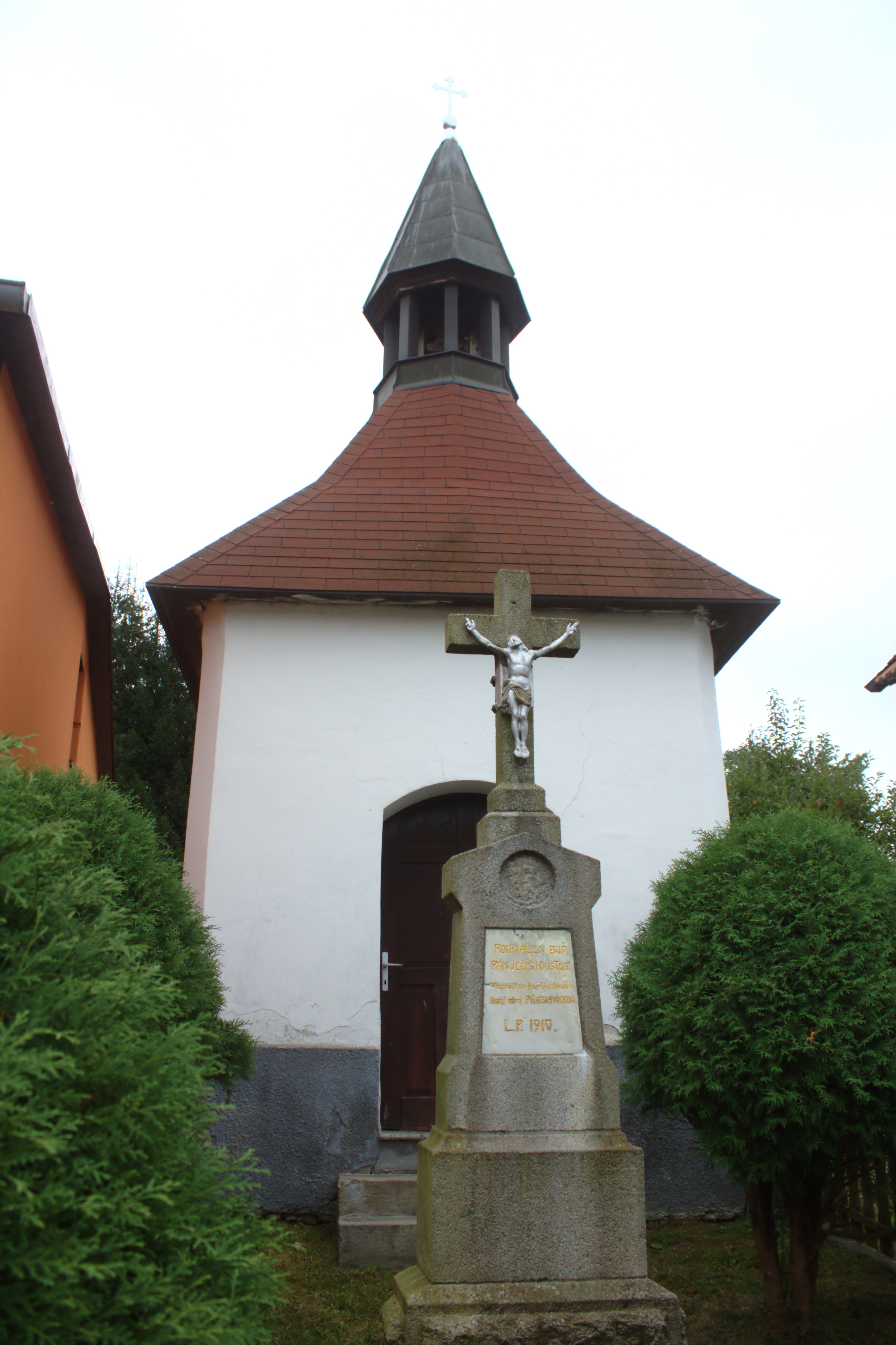
Kaplička s křížkem
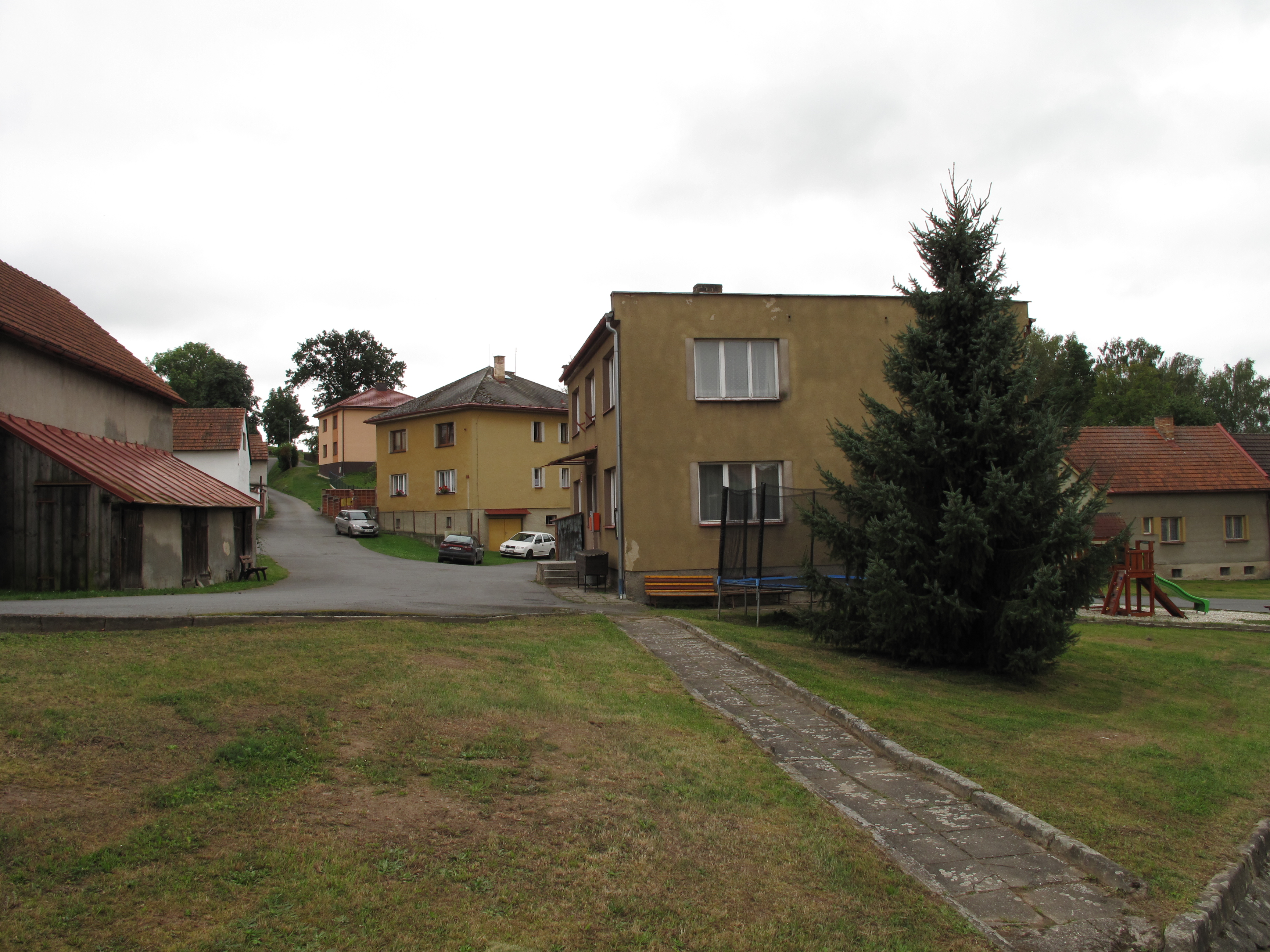
Náves
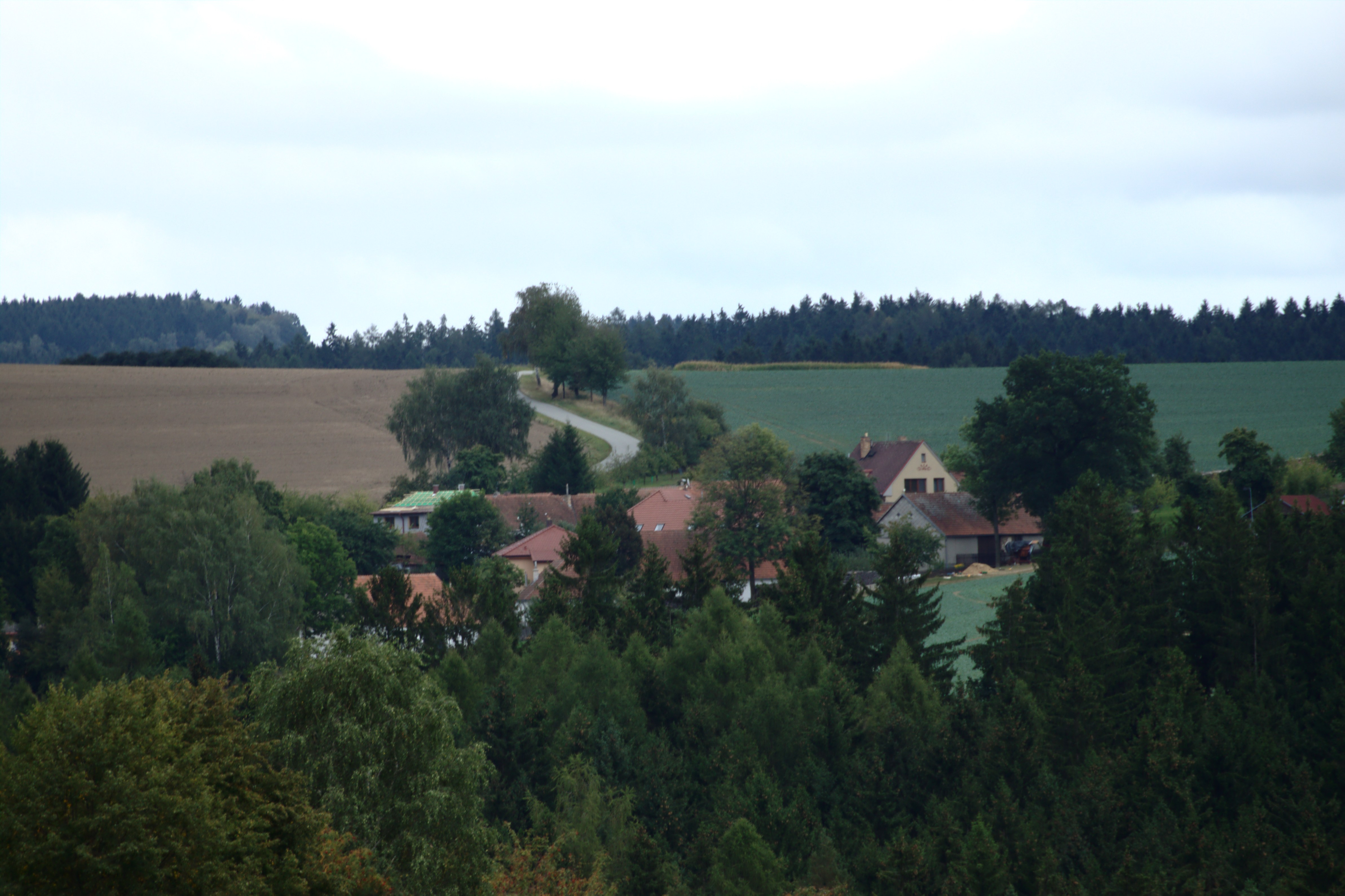
Pohled na vesnici
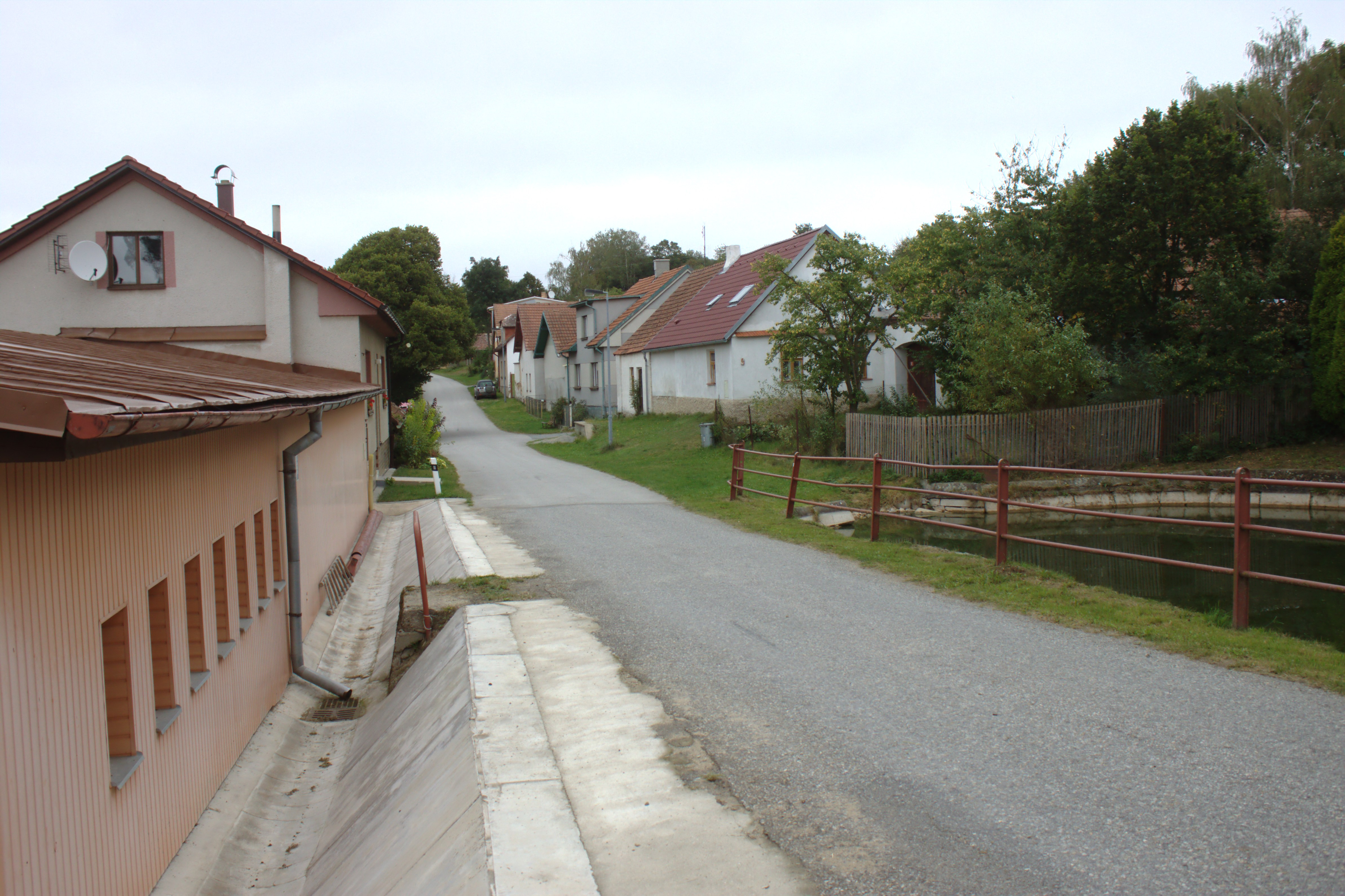
Cesta u rybníka
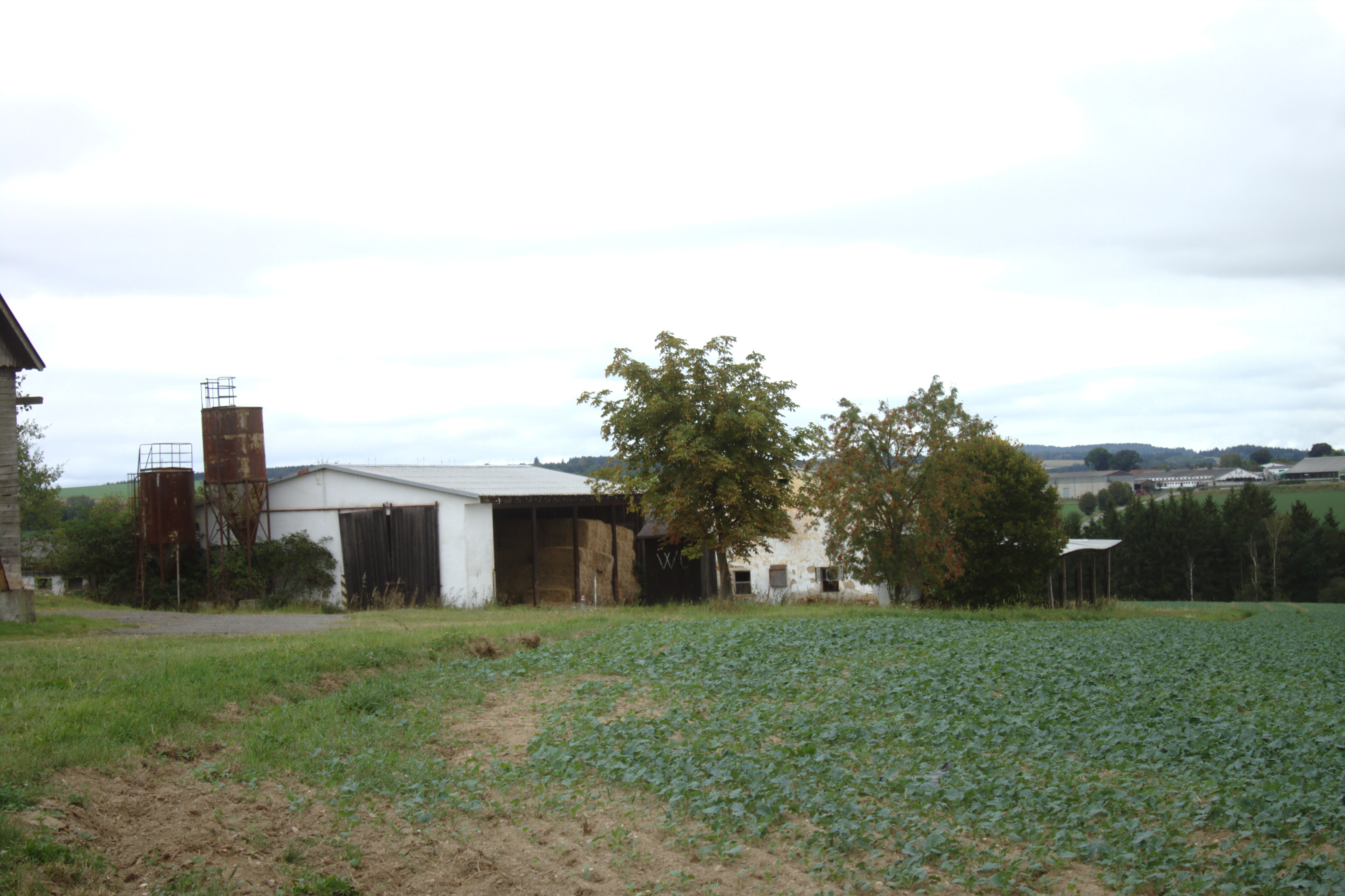
Zemědělský objekt
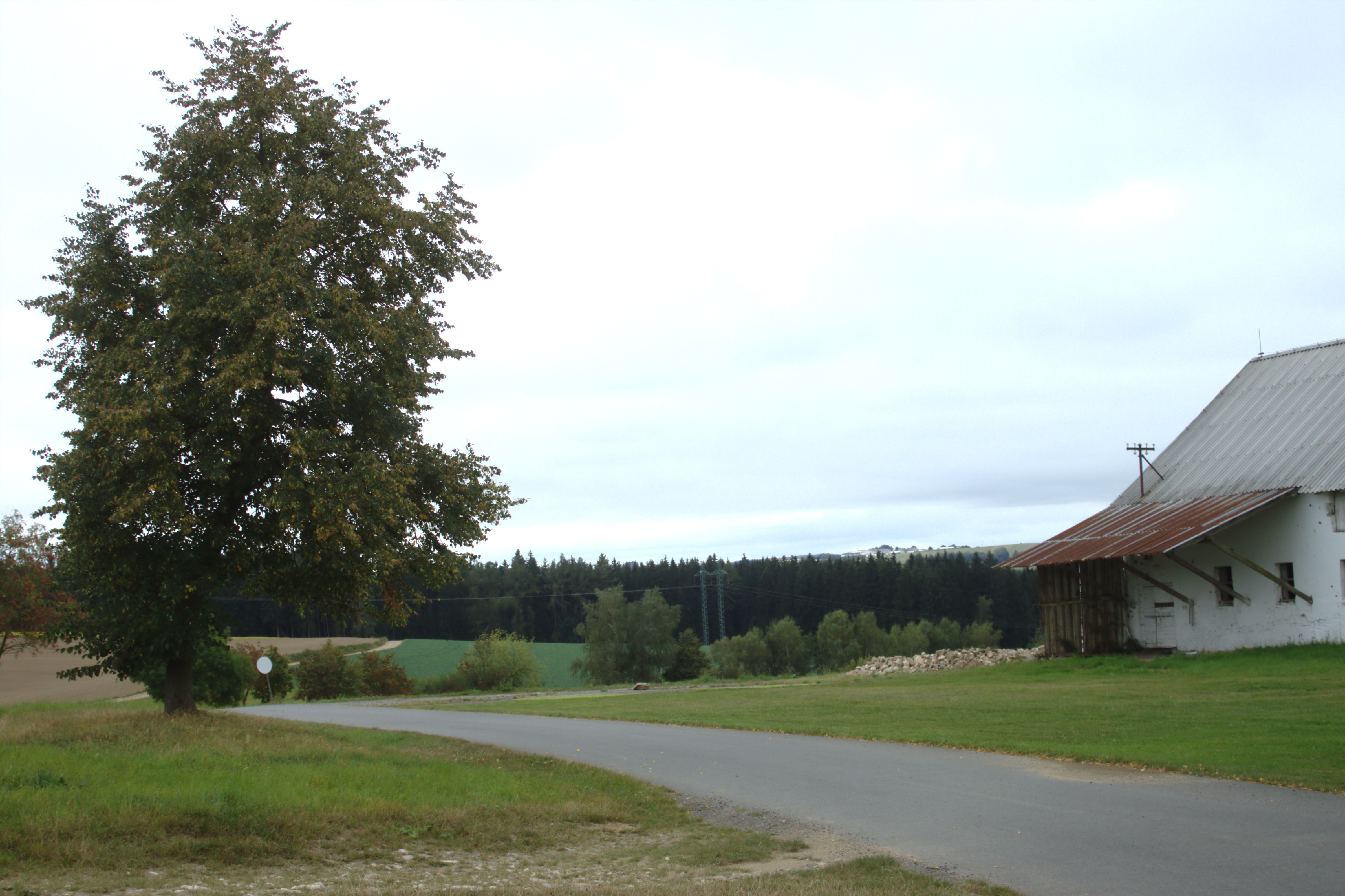
Cesta
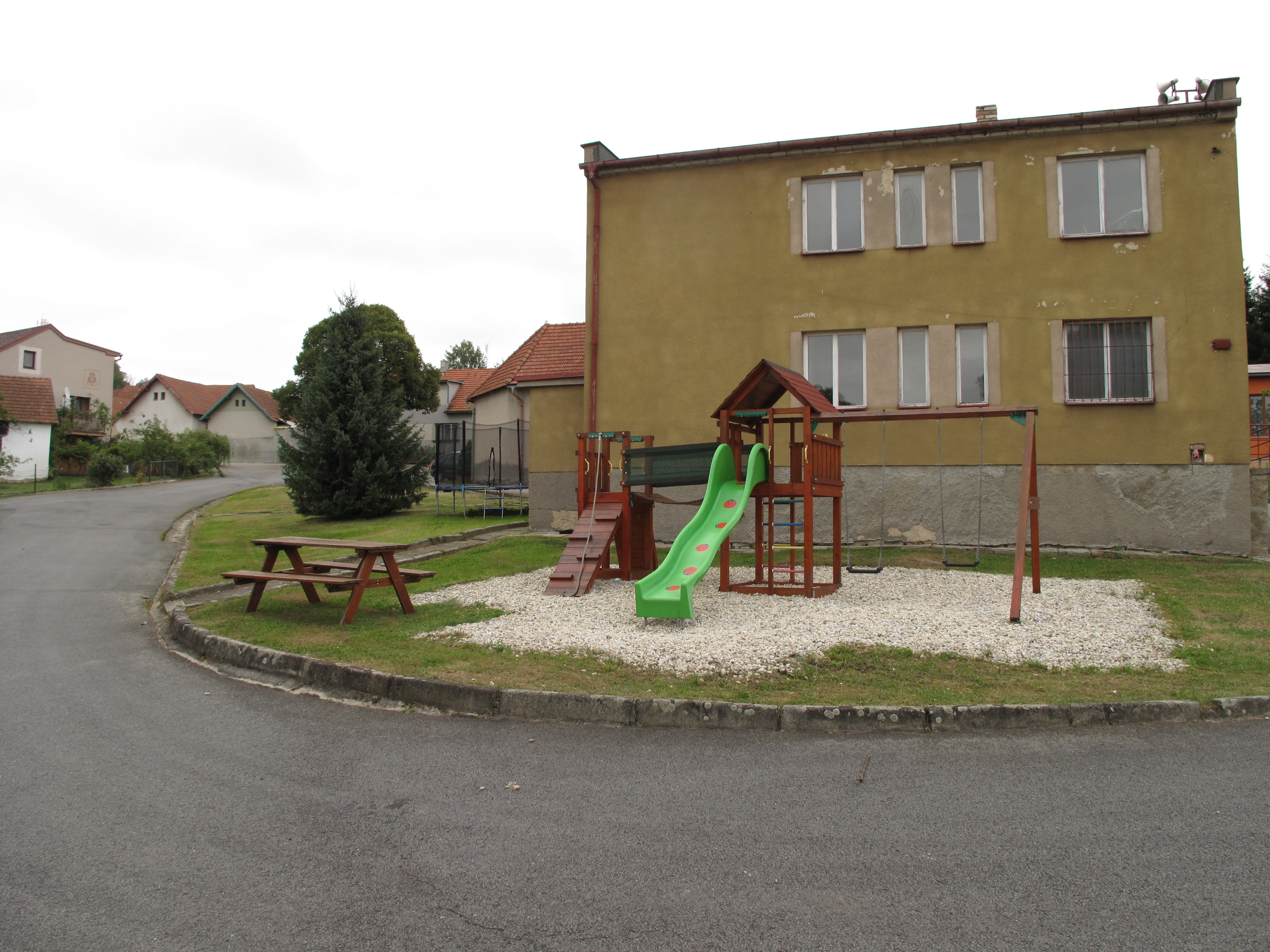
Dětské hřiště
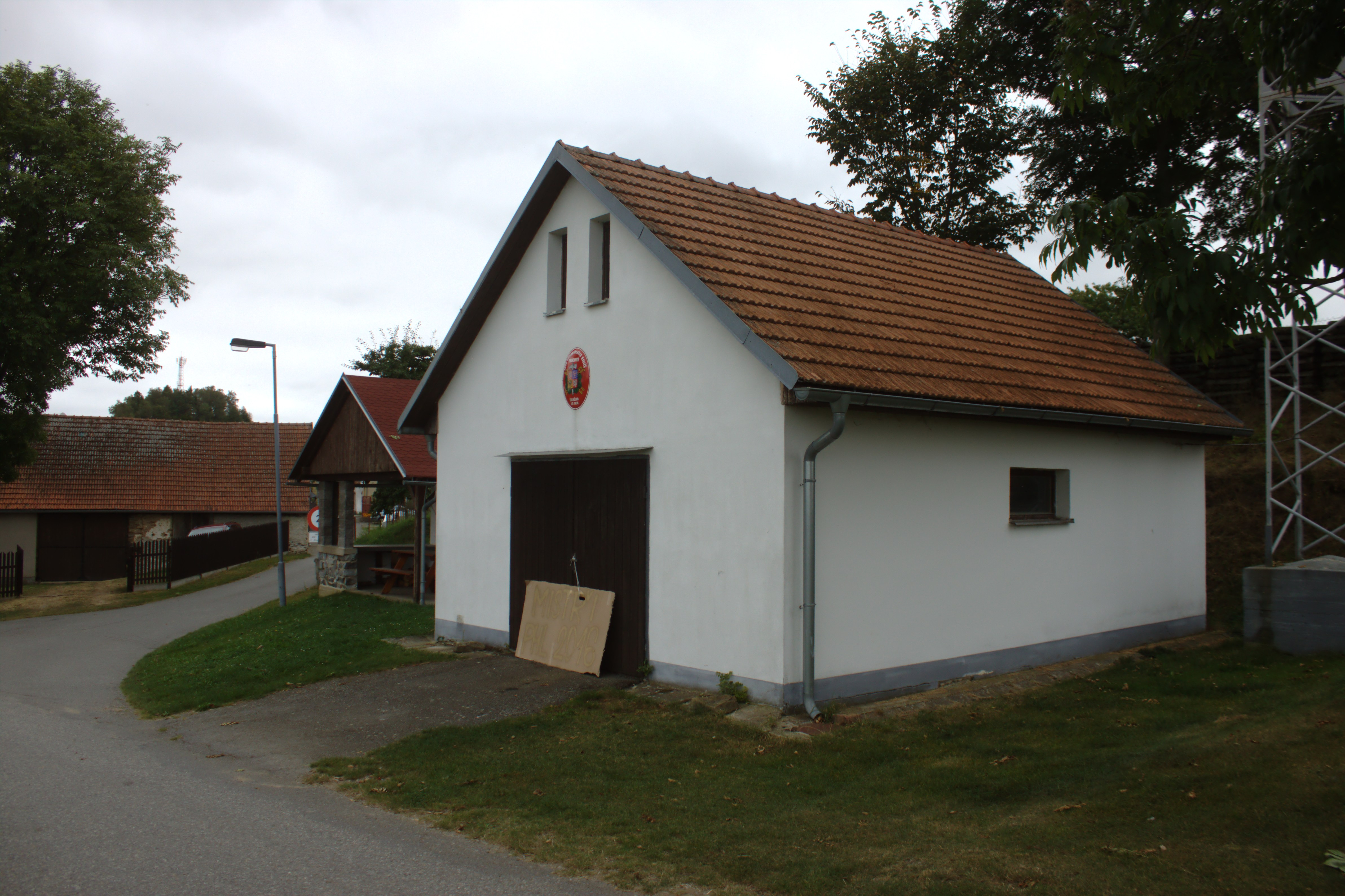
Hasičská zbrojnice
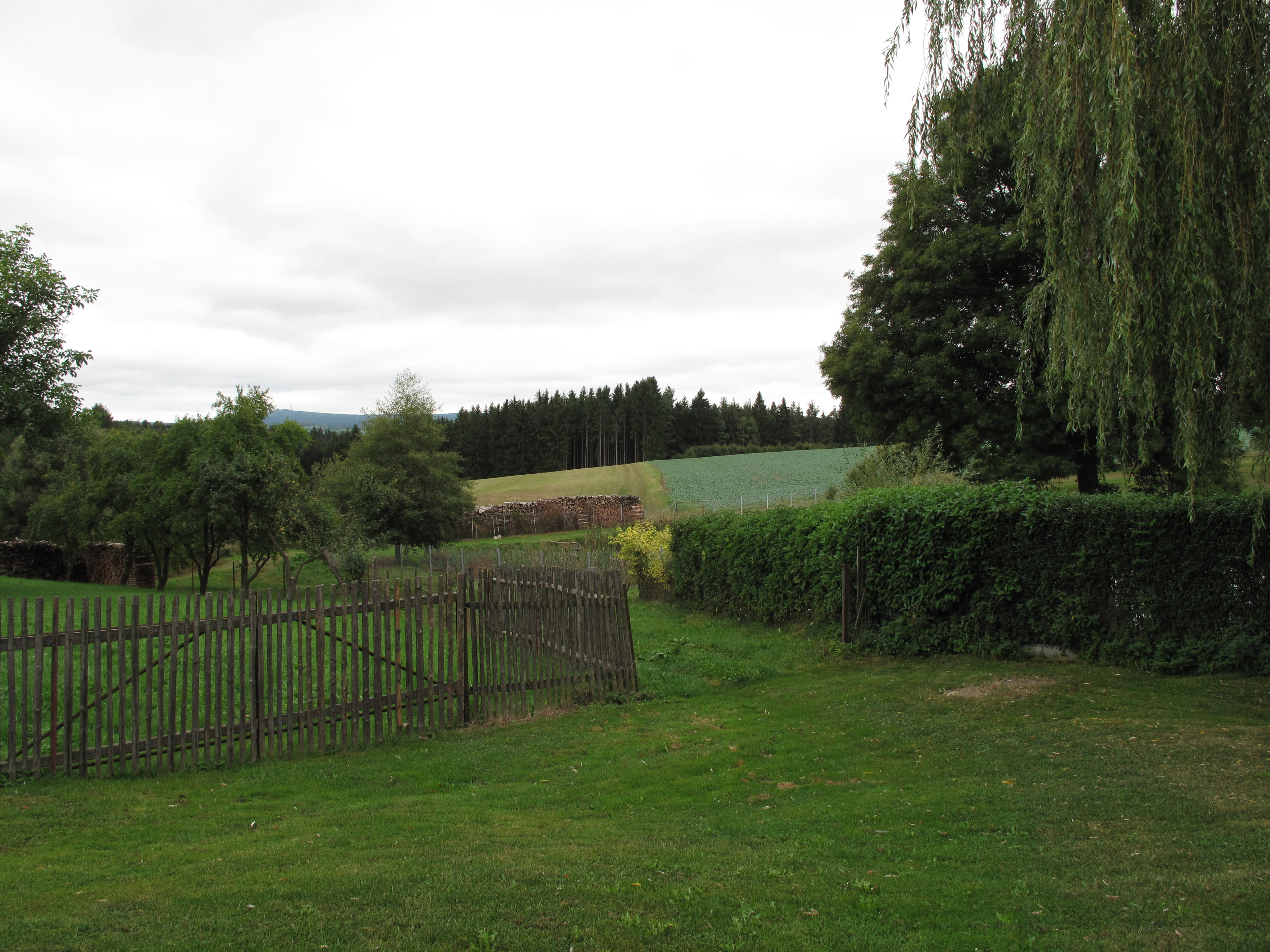
Zahrady
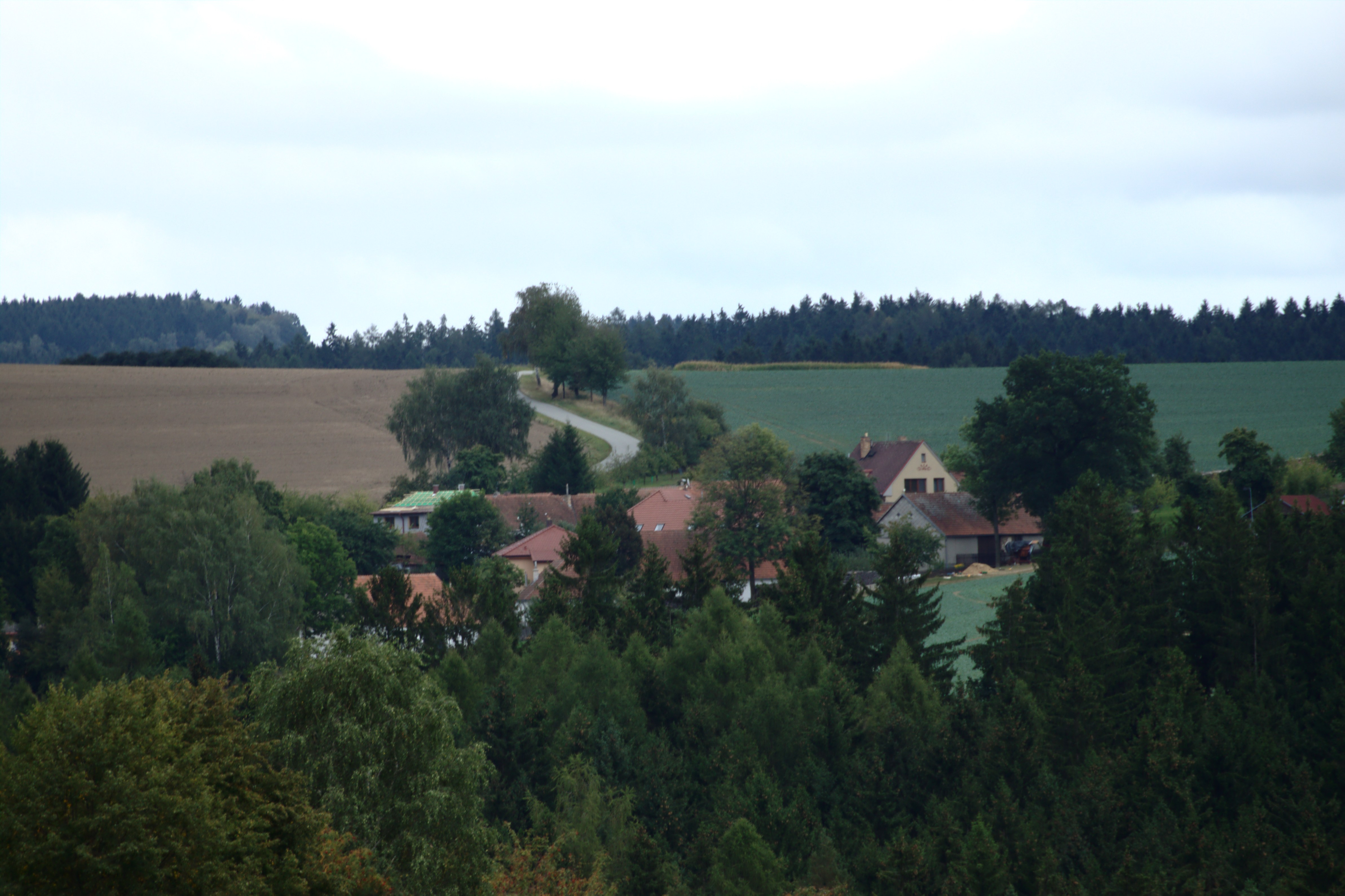
Pohled na Přáslavice
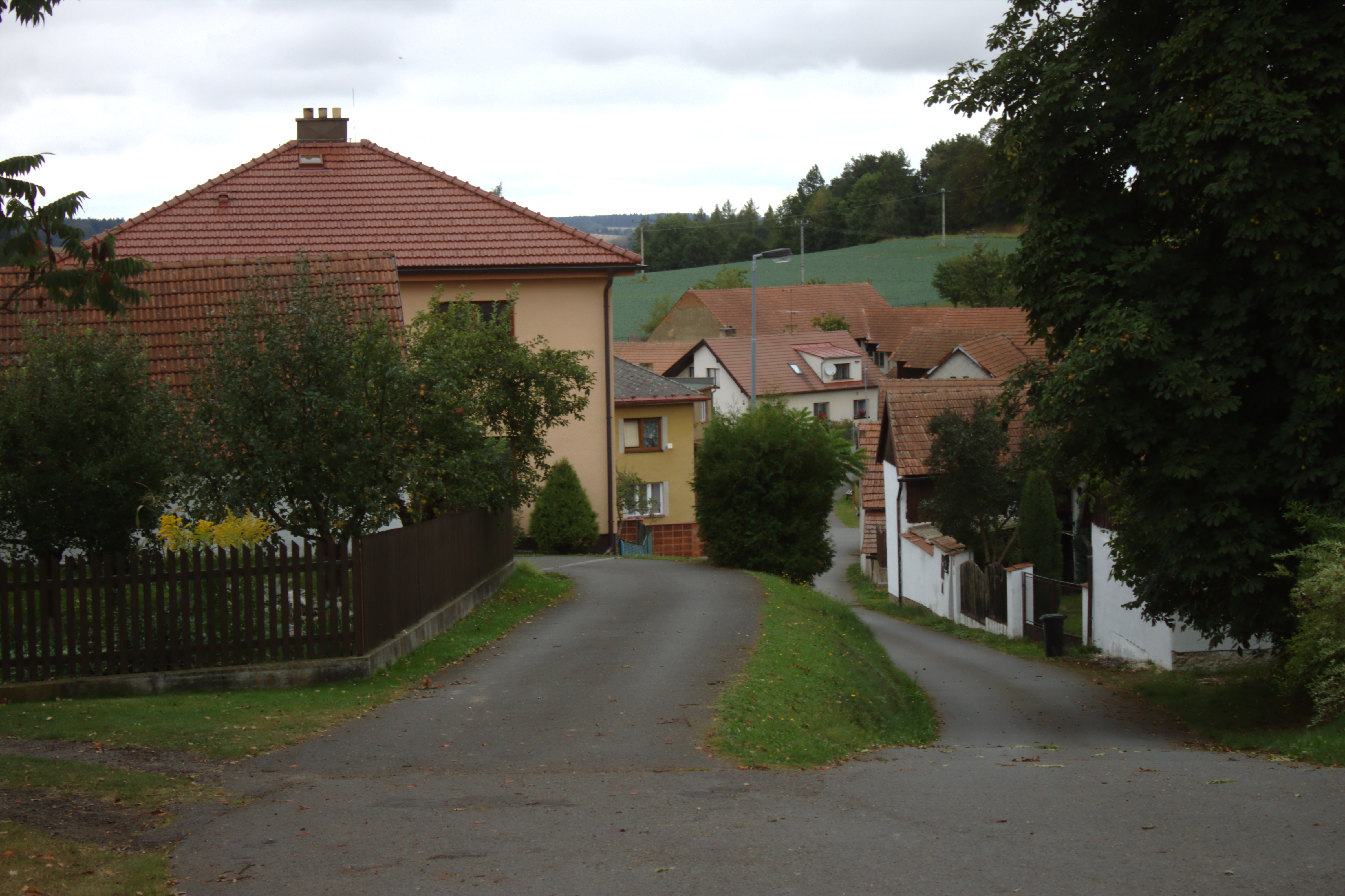
Domy
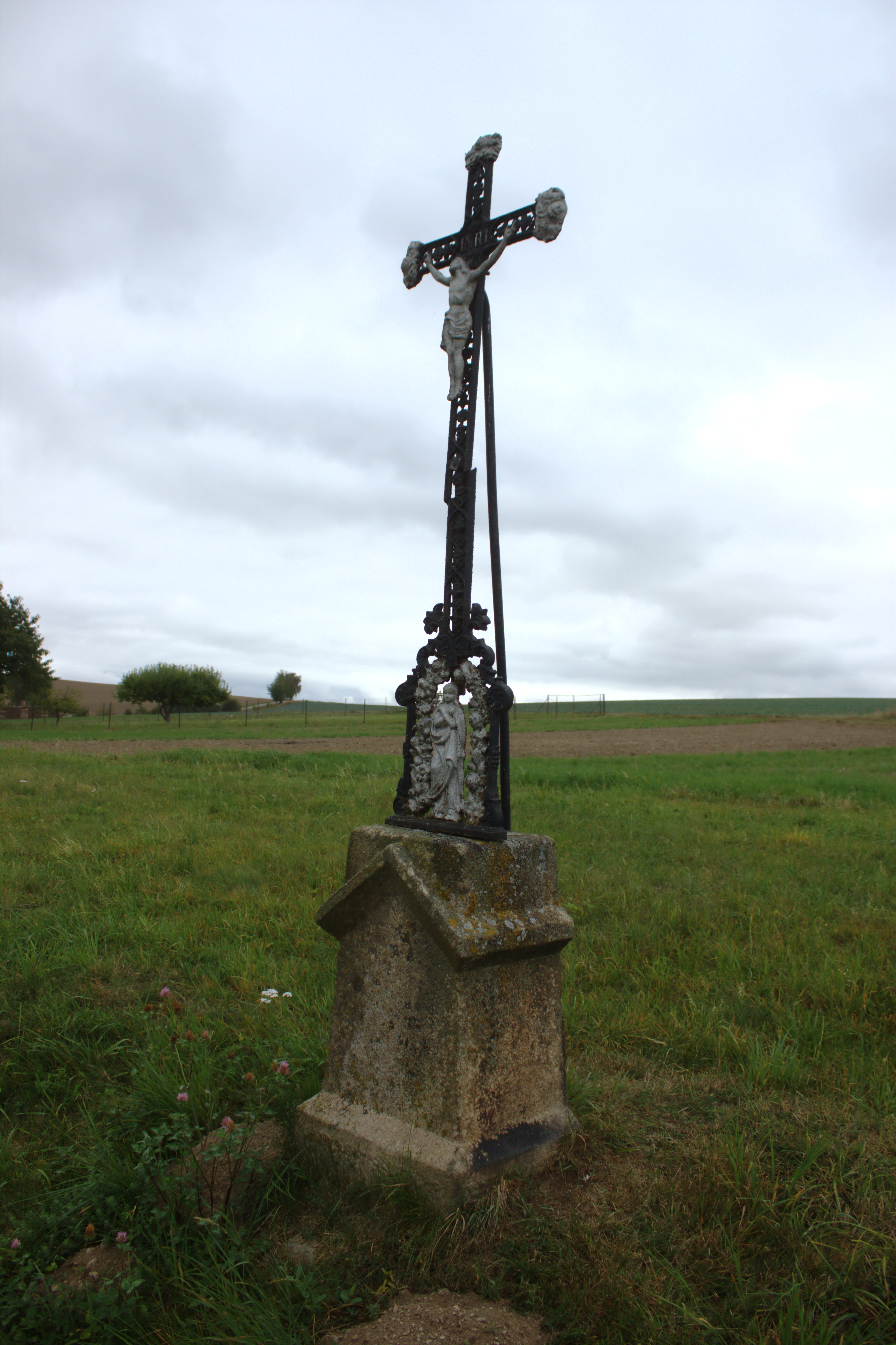
Kříž